# Раки
Раки (Astacidea) — інфраряд десятиногих ракоподібних (Decapoda). Живуть на дні водойм. Розміри — 15-20 см завдовжки.

## Загальна характеристика
Тривалість життя — до 20 років. Линяють 1-2 рази на рік. Має зеленувато-буре забарвлення (зумовлене синім, зеленим, бурим і червоними пігментами). Під дією високих температур усі, крім червоного пігменту, руйнуються, тому у вареного рака панцир червоніє. Раки дуже чутливі до забруднення водойм, що спричиняє їх масову загибель.
Найпоширеніші в Україні два види: довгопалий та широкопалий раки. Довгопалий рак стійкіший до забруднення водойм, плодючіший, тому витісняє широкопалого. Останній занесений до Червоної книги.
При линянні чи небезпеці раки здатні за допомогою м'язового зусилля відділяти клешню (самоскалічення), яка потім відновлюється (здатна до регенерації).
Тіло вкрите панциром з хітину, просякненим вапняком, під яким розташований шар епітеліальних клітин. Воно складається з трьох відділів: голови, грудей і черевця. Голова і груди нерухомо з'єднані та утворюють головогруди. Характерним є перетворення на головні передніх сегментів тулуба. На панцирі можна побачити поперечний шов, що відділяє голову та груди. Передні дві пари кінцівок голово грудей перетворилися на довгі та короткі вусики, три наступні — використовуються для жування, подрібнення їжі (верхні та нижні щелепи). Груди складаються з восьми сегментів. Три передні пари грудних кінцівок перетворені на ногощелепи. Пересувається рак по дну головою вперед за допомогою наступних задніх п'яти пар грудних подовжених кінцівок, що є ходильними ногами. Передня пара ходильних ніг несе особливі утворення для захисту і захоплення здобичі — клешні. Черевце складається з 6 сегментів та анальної пластинки. Кожний сегмент черевця несе пару двогіллястих кінцівок, останні з яких — розширені й разом з анальною пластинкою утворюють хвостовий плавець. За допомогою хвостового плавця рак плаває хвостовим кінцем вперед, загрібаючи воду черевцем.

## Харчування
Річковий рак — всеїдна тварина (поліфаг). З рослин найбільшу роль у харчуванні європейських видів раків грають вищі водні та навколоводні рослини, багаті вапном: кушир (водяна кропива), елодея і харові види. Будова ротового апарату дозволяє річковим ракам споживати і м'які рослини і жорсткі. Вони дуже охоче поїдають стебла і кореневища очерету і осоки. Їх добовий раціон становить приблизно 2,5% від живої ваги раку. Раки також споживають дрібних равликів, водяних хробаків, личинок різноманітних комах, особливо ручейників, пуголовків і дуже рідко невеликих риб. Харчовий спектр річкового рака змінюється в залежності від його віку. Личинки довгопалого раку поїдають до 70-80% тваринної їжі. Відразу після переходу до самостійного способу життя цьогорічне покоління завдовжки 1,2-2 мм харчуються дафніями (59%), хірономідами (25%). При досягненні довжини 2 см цьоголітки починають харчуватися комахами (18-45%) та їх личинками, зокрема, личинками ручейників, поденок, веснянок та ін. Молюски з'являються в їжі цьоголітків, коли їх довжина сягає 3 см, а риби — при довжині 4 см. Також раки їдять тваринні рештки.

## Класифікація
- Palaeopalaemonoidea †
  - Palaeopalaemonidae †
- Enoplometopoidea
  - Enoplometopidae — Рифові омари
  - Uncinidae †
- Nephropoidea
  - Chilenophoberidae †
  - Nephropidae
  - Protastacidae †
  - Stenochiridae †
- Astacoidea — Річкові раки
  - Astacidae
  - Cambaridae
  - Cricoidoscelosidae †
- Parastacoidea
  - Parastacidae

## Системи тіла у раків

### Травна система
Складається з ротового отвору, глотки, стравоходу, шлунку, середньої кишки, задньої кишки, яка закінчується анальним отвором і кишечнику. Ротовий отвір розташований знизу голови, оточений ротовими органами: верхньою губою, парою верхніх та двома парами нижніх щелеп, трьома парами ногощелеп. Верхня губа — це непарна пластинка над ротом, пара верхніх щелеп — потовщені пластинки із зубцями для перетирання їжі. Ногощелепи — це три передні пари коротких грудних кінцівок. У передній «жуйній» частині шлунку знаходяться три хітинові, просякнені вапном, жуйні пластинки, що перетирають їжу. У задній «цідильній» частині шлунку розташована з тоненьких виростів його стінок своєрідна стійка, де їжа профільтровується. Лише дрібні частки надходять у коротку середню кишку, де відбувається основне перетравлення (під дією травних соків залози — печінки) і всмоктування їжі. У виростах печінки може відбуватися перетравлення і всмоктування їжі. Анальний отвір знаходиться на середній пластинці хвостового плавця.
Для просочування шкірних покривів рака після линяння у шлунку його навесні та влітку виявляються камінці з вапняку.
При линянні вистилка шлунку і задньої кишки відшаровуються разом із панциром.

### Видільна система
Представлена парою зелених залоз, що названі так за своє забарвлення і розташовані в головному відділі. Вони мають вигляд пухирців із вивідними канальцями, що відкриваються назовні в основі довгих вусиків.

### Кровоносна система
Кровоносна система незамкнена. Серце п'ятикутне, має вигляд мішечка з трьома парами отворів, через які надходить кров. Гемолімфа в ракоподібних містить пігмент гемоціанін, що бере участь у транспорті кисню і надає крові блакитного кольору. Кров рухається по артеріях від серця за різними напрямками, далі в порожнину тіла, де забезпечує органи киснем. По особливих судинах кров попадає до зябер і збагачується киснем, потім повертається до серця.

### Дихальна система
Представлена зябрами, що є тонкостінними виростами основ грудних ніг і вкриті ззовні складкою панцира. Розташовані в зябровій порожнині по боках, у середині голово грудного щита (карапакса). Дихає рак розчиненим у воді киснем. Циркуляція води в зябровій порожнині забезпечується постійним рухом особливих відростків другої пари нижніх щелеп (200 махальних рухів за хвилину). Карапакс спрямовує тік води до зябер.

### Нервова система
Складається з навкологлоткового нервового кільця і черевного ланцюга. До очей і вусиків нерви відходять від навкологлоткового ганглія, до ротових органів — від підглоткового. Черевний ланцюжок має парні ганглії у кожному сегменті, іннервує всі кінцівки та внутрішні органи.
Органи чуття. Добре розвинені. На голові — пара коротеньких і довгих вусиків (органи нюху і дотику), пара складних (фасеткових) очей. Очі містяться на рухомих стебельцях. Фасеткові очі складаються з великої кількості простих вічок. У річкового рака їх понад 3 тисячі. Схожі вони на колодязь, стінки якого складаються з пігментних клітин, що поглинають світло, а на дні розташовані світлочутливі рецептори (сітківка). На поверхні вічок розташовані хітинові прозорі кришталики (заломлюють світло). Загальне зображення утворюється з часток зображень вічок. Такий зір називається мозаїчним. У коротеньких вусиків в основі розміщений орган слуху і рівноваги. Органи рівноваги мають вигляд мішечка з чутливими щетинками, на які тиснуть при зміні положення тіла піщинки. Органи смаку розміщені на ротових кінцівках.
Головогруди вкриті великою кількістю чутливих волосків (можливо виконують функцію органів дотику і хімічного чуття).

### Розмноження
Це роздільностатеві тварини. Статево зрілими стають приблизно у 3 роки . Виражений статевий диморфізм: у самців черевце вужче від грудей, 2 передні пари черевних ніжок трубчасті, (беруть участь в заплідненні); у самок черевце ширше грудей, перша пара черевних кінцівок рудиментарна, у період розмноження до черевних кінцівок прикріплюються запліднені яйцеклітини. Статеві залози (сіменники, яєчники)-непарні (злиті, парні за походженням), розташовані у грудній порожнині. Статеві протоки (сім'япроводи, яйцепроводи) — парні. Запліднення — внутрішнє. Наприкінці зими самка відкладає ікру, прикріплює її до черевних ніжок. На початку літа з'являються рачки. Розвиток — прямий. Маленькі рачки схожі на дорослих раків. Деякий час перебувають на черевних кінцівках матері (від 10 до 12 діб) під їх захистом, потім — розповзаються.

## Раки як страва

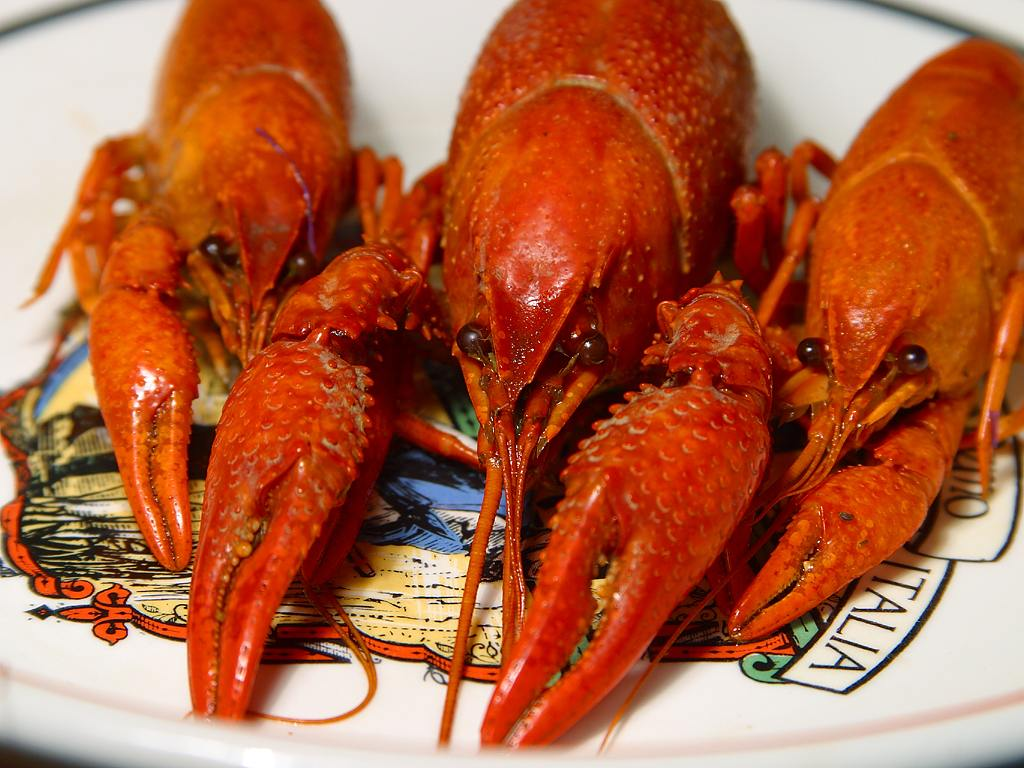

Дослідження показали, що раки не вмирають одразу, коли їх варять живцем, і реагують на біль так само, як і ссавці. Під час цього процесу виділяється гормон стресу кортизол, який призводить до утворення молочної кислоти в м'язах, що робить м'ясо кислим на смак. 
У домашніх умовах живих раків також треба готувати більш гуманно, спочатку заморозивши їх на кілька годин до втрати свідомості, а потім зруйнувавши їхню центральну нервову систему вздовж черевця, розрізавши рака довгим ножем по центру перед приготуванням.
Раків добре промивають у холодній воді. Після більш гуманного вбивства, зазначеного вище, розморожених раків варять у киплячій воді з додаванням солі, спецій, коренів або в пиві, або ж у хлібному квасі 12-15 хв. з моменту закипання рідини. Для варіння в пиві чи хлібному квасі на 10 шт. беруть 500 г рідини, додають тільки сіль. Потім посуд ставлять на край плити й залишають раків у відварі на 10-15 хв., щоб вони набули приємного аромату. Використовують варених раків як закуску, а також для оформлення рибних страв, салатів.